# Волки Одина
«Волки Одина» - седьмой полноформатный альбом алма-атинской метал-группы Holy Dragons.

## История создания
Альбом был записан после ухода из группы басиста и ударника силами трёх человек: Юргена Сандерсона, Криса Кейна и Хольгера Комарова. Диск был издан фирмой Metalism Records в двух вариантах - с 16-ти страничным и 4-х страничным буклетом. Обложка альбома была созданна художницей, известной под псевдонимом Гилт.

## Стилистика и тематика альбома
Основой текстовой составляющей альбома является скандинавская мифология. По музыкальной составляющий, по мнению независимых критиков, этот альбом наиболее близко приблизился к спид-метал.
В альбоме «Волки Одина» группа совершила небольшой экскурс в скандинавскую мифологию, пропитанную ожиданием «конца света» («Рагнарёк»).  Музыканты отдали должное славным викингам («Повелитель Морей»), а также их воинскому искусству в песне «Шторм», где сравнили такие природные явления, как буря и шторм, с яростью скандинавских воинов перед боем, готовых обрушится на врага как шторм, сметая его со своего пути.
В альбоме также поднимаются извечные философские вопросы о внутренней борьбе человека с самим собой («Последний бой»). Нашлось место и мистике — в песне «Призрачный Шабаш» поётся от лица мистических обитателей заброшенных дорог и ночных кошмаров.
Песня «Призрак Шабаша» является сознательным копированием стилистики Black Sabbath. Перезаписанный вариант этой песни с англоязычным вокалом вошёл в трек-лист альбома Runaway 12 под названием «Illusory Sabbath».

## Список композиций
- Псы Войны 05:49
- Вальхалла 05:04
- Последний День Жизни 05:36
- Шторм 03:15
- Свет Костров 03:45
- Повелитель Морей 03:26
- Призрак Шабаша 05:35
- Рагнарёк 03:58
- Волки Одина 03:26
- Последний Бой 06:11

## Участники
- Олег «Хольгер» Комаров (Holger Komaroff) — вокал
- Юрген Сандерсон (Jürgen Thuderson) — гитара, бас-гитара, ударные
- Крис «Торхейм» Кейн (Chris «Thorheim» Caine) — гитара